# 永井秀幸
永井 秀幸（ながい ひでゆき、1991年2月7日 - ）は、日本の鉛筆画家・絵本作家である。和歌山県出身。大阪市在住。錯覚を利用して鉛筆で描いたイラストがスケッチブックから飛び出して見える3Dアート作品を中心に制作している。

## 来歴
2010年に大学を中退後、ウェブサイトを立ち上げて活動を開始する。
2012年頃から、スケッチブック2枚の角度と錯視を利用した3Dアート作品を独学で制作する。動画を掲載したウェブサイトは2015年4月時点で計500万回以上再生された。アメリカ合衆国・イギリス・中国の雑誌にも特集記事が掲載された。2015年の報道では、その頃に岐阜県で開催された個展で10,000人を超える来場者を記録したと紹介された。

## 書籍
- 『とびだす！ 3Dアートえほん ふしぎなかいだん』金の星社、 2014年
- 『とびだす！ 3Dアートえほん ひみつのちかしつ』金の星社、2016年